# Horacio Grinberg
Horacio Gabriel Grinberg (24 de noviembre de 1953). Doctor en Abogacía, graduado de la Universidad de Buenos Aires. Es también docente. Como cineasta trabajó en numerosas producciones.

## Filmografía
- ¿Dónde estás amor de mi vida que no te puedo encontrar? (1992, productor asociado):

Sarah, mujer joven recién llegada de provincias, acude a un programa de radio para encontrar el amor de su vida. entre otras, aparece Fernández, que simplemente quiere encontrar a alguien que lo quiera. Entre encuentros y desencuentros, en medio de otras historias desarrollan una relación. 
- El séptimo arcángel (2003, productor asociado):

Un hombre sin trabajo, sin mujer, sin esperanza, obligado por sus necesidades económicas, comete un robo, es descubierto y se compromete a devolver el dinero en 24 horas, tarea difícil de cumplir que lo irá hundiendo irremediablemente en el submundo del hampa. 
- El último bandoneón (2005, productor asociado):

La joven bandoneonista Marina Gayotto, que se gana la vida tocando en buses y trenes subterráneos, acude a una audición convocada por Rodolfo Mederos para formar su nueva orquesta típica. Pero el trajinado bandoneón de la muchacha está deteriorado y el propio Mederos le sugiere la necesidad de conseguir un instrumento que esté a la altura del compromiso. Marina, entonces, sale a la impetuosa búsqueda de un mítico Doble A, el Stradivarius de los bandoneones. Su búsqueda se convierte en una travesía a través de antiguas lutherías, de los bailes de la ciudad, de los "maestros" de tango y, sobre todo, de las viejas glorias del bandoneón. 
- Diario de un nuevo mundo (2005, productor ejecutivo):

Hacia 1752, un navío cruza el Océano Atlántico. La enfermedad y el hambre comandan el barco. Uno de los pasajeros es Gaspar de Fróes, médico y escritor, cuyos diarios describen las peripecias del viaje, la llegada a Brasil, la lucha entre las coronas de Castilla y Portugal, y el descubrimiento del amor. Fróes se enamora de Maria, la esposa de un influyente militar portugués. Pero son tiempos de lucha y desesperanza y cualquier gesto de afecto puede ser interpretado como una declaración de guerra. 
- Las Manos (2006, productor):

Película inspirada en episodios de la vida del Padre Mario Pantaleo, un cura nacido en Pistoia, Italia, y radicado en la Argentina, que guiado por los misterios de la fe tenía "poderes" para diagnosticar y sanar enfermedades a través de la imposición de manos. 
- Mate Cosido, el bandolero fantasma (2007, productor):

Película documental que trata sobre la memoria y la identidad. La vida y el misterio de la desaparición del más célebre bandido rural de la Argentina entre el 30 y el 40, Segundo David Peralta, alias Mate Cosido, es el objeto de la investigación que se realiza durante tres años. Entrevistas a sobrevivientes, historiadores y reconstrucción ficcional- protagonizada por Victor Laplace -nos introducen al misterio de su desaparición. A la incógnita sobre su paradero final se suma la de su mujer y su hijo. La investigación finalmente abre las puertas para dar con ellos y se logra que quiebren un silencio de 60 años. Demostrándonos que reconstruir la memoria histórica nos conduce hacia la verdadera identidad.
- Martín Fierro: la película (2007, coguionista y productor):

Adaptación del clásico poema de Hernández, que narra la vida y desventuras de un gaucho obligado a pelear contra los indios en la frontera.